# Буве, Дидье
Дидье Буве (фр. Didier Bouvet, род. 6 марта 1961 года, Тонон-ле-Бен) — французский горнолыжник, призёр Олимпийских игр, победитель этапа Кубка мира. Специализировался в слаломе.
В Кубке мира Буве дебютировал 9 декабря 1980 года, в январе 1986 года одержал свою единственную в карьере победу на этапе Кубка мира, в слаломе. Кроме этого имеет на своём счету 2 попадания в тройку лучших на этапах Кубка мира, оба в слаломе. Лучшим достижением в общем зачёте Кубка мира, является для Буве 25-е место в сезоне 1985/86.
На Олимпийских играх 1984 года в Сараево завоевал бронзовую медаль в слаломе, кроме того стал 14-м в гигантском слаломе.
На Олимпийских играх 1988 года в Калгари стартовал в слаломе, был 17-м после первой попытки, но сошёл во второй.
За свою карьеру участвовал в двух чемпионатах мира, лучший результат 12-е место в слаломе на чемпионате мира 1989 года.
Завершил спортивную карьеру в 1990 году, в дальнейшем работал журналистом в спортивном журнале, а после работал на таможне.